# Гегамаван
Гегамаван (арм. Գեղամավան) — село в Гехаркуникской области Армении.

## География
Село расположено в северо-западной части марза, на левом берегу реки Раздан, при автодороге , на расстоянии 37 километров к северо-западу от города Гавар, административного центра области. Абсолютная высота — 1850 метров над уровнем моря.
Климат
Климат характеризуется как умеренно холодный, влажный (Dfb в классификации климатов Кёппена). Среднегодовая температура воздуха составляет +5,3 °C. Средняя температура самого холодного месяца (января) составляет −5,5 °С, самого жаркого месяца (августа) — +15,8 °С. Расчётная многолетняя норма атмосферных осадков — 1015 мм. Наибольшее количество осадков выпадает в мае (150 мм).

## Население
Численность постоянного населения по состоянию на 1 января 2023 года составляла 1807 человек.
| Год переписи | Население          | Население          | Население          | Население            | Население            | Население            |
| Год переписи | Наличное население | Наличное население | Наличное население | Постоянное население | Постоянное население | Постоянное население |
| Год переписи | Всего              | Мужчины            | Женщины            | Всего                | Мужчины              | Женщины              |
| ------------ | ------------------ | ------------------ | ------------------ | -------------------- | -------------------- | -------------------- |
| 2001         | 1609               | 778                | 831                | 1773                 | 875                  | 898                  |
| 2011         | 1552               | 743                | 809                | 1721                 | 838                  | 883                  |

| Год  | Численность | Численность |
| ---- | ----------- | ----------- |
| 1831 | 422         | [ 8 ]       |
| 1897 | 1410        | [ 8 ]       |
| 1926 | 1730        | [ 8 ]       |
| 1939 | 1798        | [ 8 ]       |
| 1959 | 1137        | [ 8 ]       |
| 1970 | 1396        | [ 8 ]       |
| 1979 | 1915        | [ 8 ]       |
| 1989 | 2080        | [ 8 ]       |
| 2001 | 1773        | [ 8 ]       |
| 2004 | 1876        | [ 8 ]       |
| 2011 | 1721        | [ 9 ]       |